# Illésházy József
Illésházy József (?, 1700 – ?, 1766. február 8.) magyar főnemes, 1755-től 1759-ig tárnokmester, 1759-től haláláig országbíró.

## Élete
Illésházy Miklós kancellár és Balassa Erzsébet fiaként született. 1724-ben lett Lipót és Trencsén vármegye örökös főispánja. 1730 és 1755 között étekfogómesteri tisztségben szolgált, majd 1755-től tárnokmester lett. Mária Terézia magyar királynő nevezte országbíróvá 1759-ben. Tisztségét 1765-ig töltötte be, amikor is lemondott a méltóságról. Már a következő év elején elhunyt.
Érdekesség, hogy pártfogolta a korai magyar iparfejlesztést azzal, hogy 1742-ben hozzájárult papírmanufaktúra alapításához Boboton és Szelecen (Trencsén vármegye).
Tagja volt a Szent István rendnek.
Két felesége volt: Csáky Franciska, majd a halála után Traun Petronella. 1 fiú- és 3 leánygyermeke született.